# Bernaville
Bernaville est une commune française située dans le département de la Somme en région Hauts-de-France.

## Géographie

### Localisation
Bernaville est un bourg picard du Ponthieu.
À vol d'oiseau, la commune est située à 7 km au nord de Domart-en-Ponthieu , 13 km au sud-est de Doullens, 24 km à l'est d'Abbeville, 28 km au nord-ouest d'Amiens et à 47 km au sud-ouest d'Arras.
Le territoire de la commune est limitrophe de ceux de onze communes.
Les communes limitrophes sont  Autheux, Beaumetz, Boisbergues, Domesmont, Fienvillers, Gorges, Heuzecourt, Le Meillard, Prouville, Ribeaucourt et Épécamps.

### Géologie et relief, hydrographie
Bernaville se situe géographiquement à une altitude de 148 mètres environ.

### Hydrographie

#### Réseau hydrographique
La commune est située dans le bassin Artois-Picardie. Elle est drainée par le ruisseau de Boisbergues, l'Autheux et l'Épécamps,.

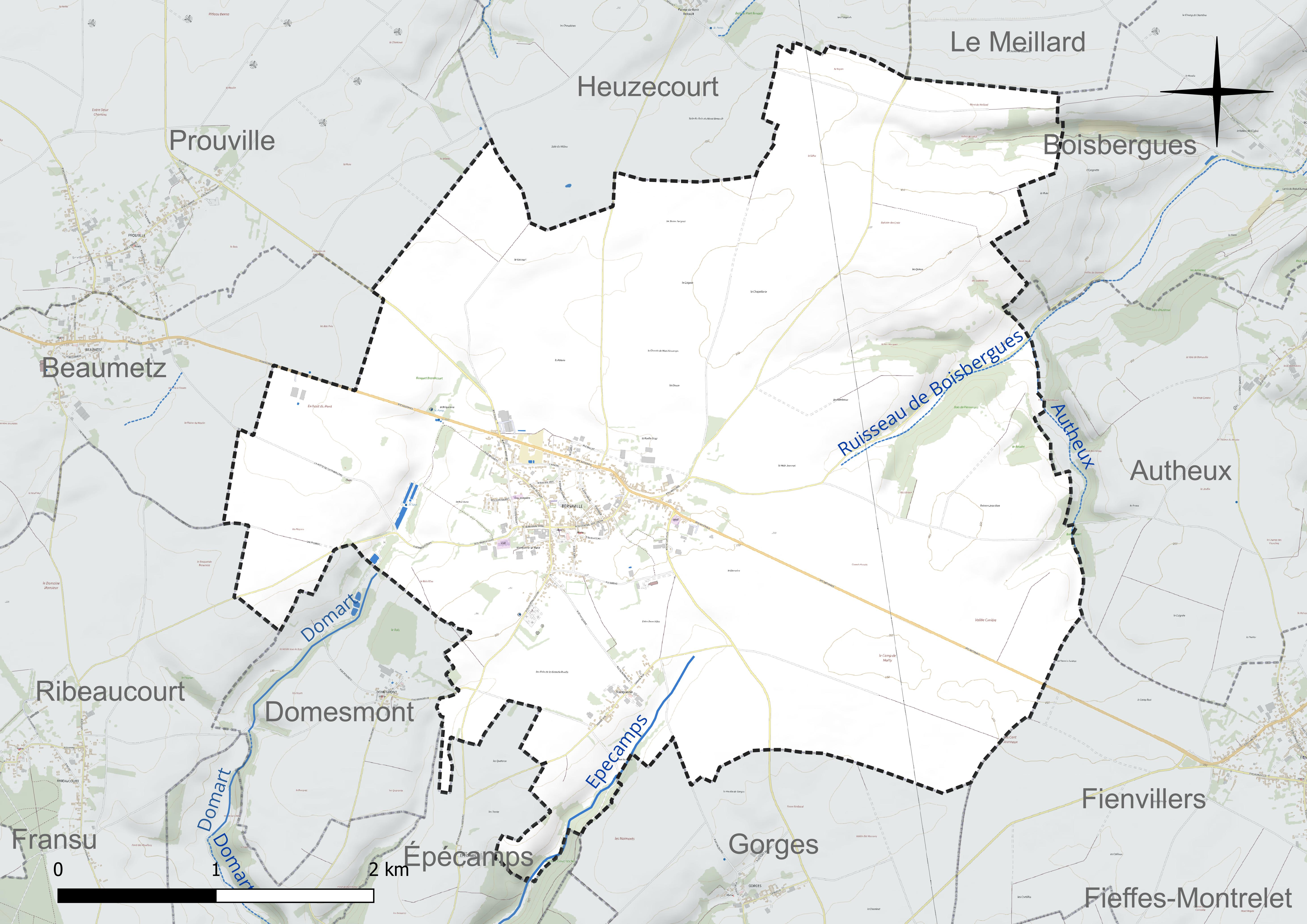
Réseau hydrographique de Bernaville.

#### Gestion et qualité des eaux
Le territoire communal est couvert par le schéma d'aménagement et de gestion des eaux (SAGE) « Authie ». Ce document de planification concerne un territoire de 1 253 km2 de superficie, délimité par le bassin versant de l'Authie. Le périmètre a été arrêté le 5 août 1999 et le SAGE proprement dit est, en 2024, en cours d'élaboration. La structure porteuse de l'élaboration et de la mise en œuvre est le syndicat mixte Canche Et Authie.
La qualité des cours d'eau peut être consultée sur un site dédié géré par les agences de l'eau et l'Agence française pour la biodiversité.

### Climat
Pour des articles plus généraux, voir Climat des Hauts-de-France et Climat de la Somme.
En 2010, le climat de la commune est de type climat des marges montargnardes, selon une étude du CNRS s'appuyant sur une série de données couvrant la période 1971-2000. En 2020, Météo-France publie une typologie des climats de la France métropolitaine dans laquelle la commune est exposée à un climat océanique et est dans la région climatique Côtes de la Manche orientale, caractérisée par un faible ensoleillement (1 550 h/an) ; forte humidité de l'air (plus de 20 h/jour avec humidité relative > 80 % en hiver), vents forts fréquents.
Pour la période 1971-2000, la température annuelle moyenne est de 9,8 °C, avec une amplitude thermique annuelle de 14,1 °C. Le cumul annuel moyen de précipitations est de 870 mm, avec 12,9 jours de précipitations en janvier et 9,4 jours en juillet. Pour la période 1991-2020, la température moyenne annuelle observée sur la station météorologique installée sur la commune est de 10,4 °C et le cumul annuel moyen de précipitations est de 877,3 mm,. Pour l'avenir, les paramètres climatiques de la commune estimés pour 2050 selon différents scénarios d'émission de gaz à effet de serre sont consultables sur un site dédié publié par Météo-France en novembre 2022.
| Mois                                  | jan.           | fév.             | mars           | avril           | mai             | juin           | jui.           | août          | sep.          | oct.          | nov.          | déc.          | année      |
| ------------------------------------- | -------------- | ---------------- | -------------- | --------------- | --------------- | -------------- | -------------- | ------------- | ------------- | ------------- | ------------- | ------------- | ---------- |
| Température minimale moyenne (°C)     | 1,3            | 1,4              | 3,3            | 4,9             | 8,1             | 10,8           | 12,7           | 13            | 10,6          | 7,9           | 4,5           | 1,9           | 6,7        |
| Température moyenne (°C)              | 3,7            | 4,1              | 6,8            | 9,4             | 12,6            | 15,4           | 17,6           | 17,8          | 14,9          | 11,2          | 7,1           | 4,2           | 10,4       |
| Température maximale moyenne (°C)     | 6              | 6,9              | 10,3           | 13,9            | 17,1            | 20             | 22,4           | 22,6          | 19,3          | 14,6          | 9,7           | 6,4           | 14,1       |
| Record de froid (°C) date du record   | −13,2 16.01.13 | −13,5 07.02.1991 | −11,3 04.03.05 | −4,1 02.04.1996 | −0,7 07.05.1997 | 1,4 05.06.1991 | 5,2 04.07.1990 | 5 08.08.1990  | 2 24.09.03    | −4,5 24.10.03 | −8 23.11.1998 | −13 18.12.10  | −13,5 1991 |
| Record de chaleur (°C) date du record | 15 09.01.15    | 17,6 26.02.19    | 22,6 31.03.21  | 24,9 28.04.07   | 28,7 13.05.1998 | 33,9 27.06.11  | 40,8 25.07.19  | 37,2 10.08.03 | 32,1 09.09.23 | 28,9 01.10.11 | 19,5 07.11.15 | 15,7 07.12.00 | 40,8 2019  |
| Précipitations (mm)                   | 72,9           | 63,6             | 66,6           | 53,8            | 64,5            | 61,2           | 72,9           | 79            | 66            | 82,5          | 91,8          | 102,5         | 877,3      |

## Urbanisme

### Typologie
Au 1er janvier 2024, Bernaville est catégorisée commune rurale à habitat dispersé, selon la nouvelle grille communale de densité à sept niveaux définie par l'Insee en 2022.
Elle est située hors unité urbaine. Par ailleurs la commune fait partie de l'aire d'attraction d'Amiens, dont elle est une commune de la couronne,. Cette aire, qui regroupe 369 communes, est catégorisée dans les aires de 200 000 à moins de 700 000 habitants,.

### Occupation des sols
L'occupation des sols de la commune, telle qu'elle ressort de la base de données européenne d'occupation biophysique des sols Corine Land Cover (CLC), est marquée par l'importance des territoires agricoles (91,7 % en 2018), en diminution par rapport à 1990 (92,9 %). La répartition détaillée en 2018 est la suivante : 
terres arables (77 %), prairies (14,5 %), zones urbanisées (4,9 %), forêts (3,3 %), zones agricoles hétérogènes (0,2 %). L'évolution de l'occupation des sols de la commune et de ses infrastructures peut être observée sur les différentes représentations cartographiques du territoire : la carte de Cassini (XVIIIe siècle), la carte d'état-major (1820-1866) et les cartes ou photos aériennes de l'IGN pour la période actuelle (1950 à aujourd'hui).

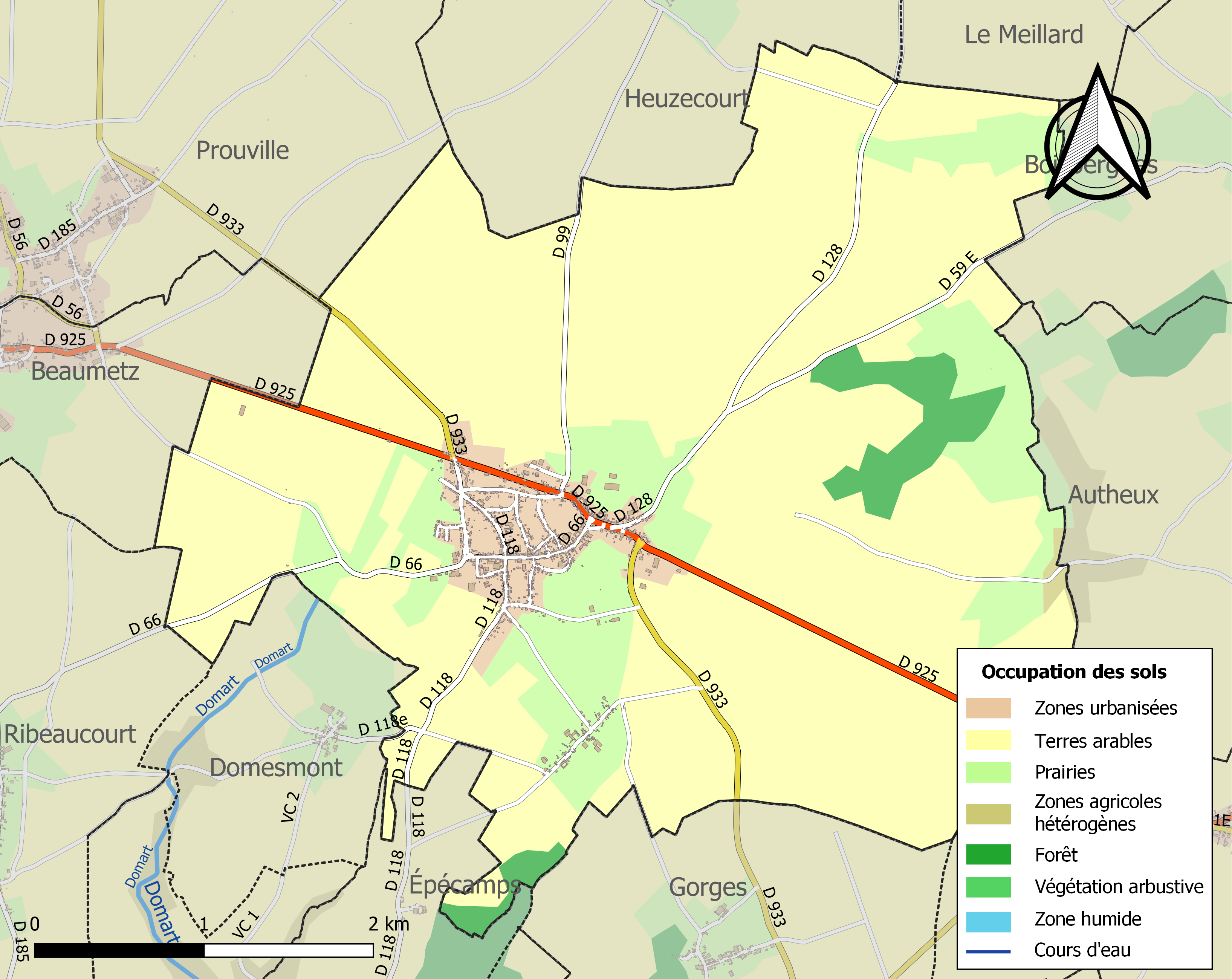
Carte des infrastructures et de l'occupation des sols de la commune en 2018 (CLC).

### Voies de communication et transports
La localité est desservie par la ligne d'autocars no 26 (Doullens - Bernaville - Abbeville)  et la ligne no 57 (Cramont - Bernaville - Amiens) du réseau inter-urbain Trans'80 qui permettent les déplacements vers Abbeville et Amiens.

## Toponymie
Le nom Bernaville est de formation germano-romane au Haut Moyen Age. En règle générale, le radical « ville » vient du latin villa signifiant domaine puis village, le préfixe « Berna » provenant du nom germanique du propriétaire du lieu.
En 1160, on trouve, dans le cartulaire de l'abbaye Saint-Martin-aux-Jumeaux d'Amiens, Novavilla mais aussi Bernardi villa.
Ce bourg qui, au Moyen Âge, eut une certaine importance, est désigné en latin sous le nom de Bernardi Villa, en souvenir de son origine, attendu qu'il eut pour fondateur Bernard, seigneur de Saint-Valery qui, vers l'an 1174, y fit construire un château fort.
Cotenvillers correspond à la déformation de Constantvillers, inspiré de Constant, un personnage lié à l'endroit et « villiers » provient du latin villare signifiant domaine issu du démembrement d'un domaine principal.
Pour Vacquerie, le nom du lieu doit être lié à vaccaria, utilisé de 1160 à 1220, vacherie, étable à vaches.

## Histoire

### Moyen Âge
L'histoire du château fort ne présente aucun fait majeur. Il n'en reste rien sinon çà et là quelques pierres de fondation.
L'évêque d'Amiens, en 1160, autorise Simon, prieur d'Epécamps « de construire une chapelle à Bernaville et d'y détacher un prêtre pour la desservir ». (Le prieuré d'Epécamps tout proche de Bernaville était alors à cette époque très important). Cette chapelle va s'agrandir au cours des siècles mais la vétusté venant, il est décidé la construction d'une nouvelle église qui a été ouverte au culte le 4 avril 1886.

#### Les seigneurs de Bernaville
Comme tant de villes ou villages de France, Bernaville, au cours de son histoire, passe aux mains de plusieurs nobles familles : Les Dreux, Craon, Soissons, Créquy, Neuville, Le Fournier de Wargemont, de Brossard de Monthue.
En l'an 1247, Jean de Dreux hérite la seigneurie de Bernaville de sa mère et octroie aux bourgeois de la ville un droit de 'commune' et aux maieurs et eschevins, une partie de ses droits de justice.

#### Charte de la commune de Bernaville
Au mois de septembre 1247, Jean Ier, comte de Dreux et de Braine, seigneur de Saint-Valery, accorda aux habitants de Bernaville une charte de commune qui fut confirmée par Charles VI au mois de décembre 1397  Cette charte qui comprend 41 articles est conforme à celle de Domart, sauf les articles1, 2, 3, 5, 3g et 41. Elle est inspirée, comme cette dernière, par la charte de Saint-Quentin. D'après l'article 1er, c'est le bailli et non le prévost et le vicomte qui jugent, conjointement avec le maire et les échevins, les individus qui ont assailli une maison. Ceux qui se rendent coupables de coups et blessures ayant entraîné l'effusion de sang doivent payer au seigneur sept sous et demi ; si le sang ne se montre que trois jours après que les coups auront été portés, l'amende sera de 22 sous et demi et le tiers de cette amende appartiendra au vicomte. Celui qui frappe un juré, mais sans le blesser jusqu'au sang doit cinq sous d'amende au seigneur et au vicomte et 15 sous à la ville. Les procès relatifs aux héritages appartenant à des francs-hommes seront jugés par la cour du seigneur, si les héritages sont situés dans la banlieue et, par le saigneur s'ils sont situés dans la ville. Le maire et les échevins assisteront au jugement. L'article 41 détermine le nombre de corvées qui sont dues au seigneur.

### Époque moderne
Lettres, du mois de novembre 1514, par lesquelles Louis XII accorde des foires et marchés aux bestiaux aux habitants de Bernaville, et l'autorisation de construire de balles ou d'établir des étaux :
« Louys, par la grâce de Dieu, roy de France savoir faisons à tous présens et advenir, nous avons receu l'humble supplicacion de nos chers et bien aimez les maieurs et eschevins, mammians et habitans de Bernaville, contenant que la dite ville de Bernaville est une belle ville, bien peuplée, assise et située en bon pays fertile et opulent, abondant en blez et aultres biens croissans à l'environ de la dite ville, par laquelle ville passent beaucoup de gens marchands et aultres allans et venans en divers lieux de nostre royaume et ailleurs en aultres pays estranges, à cause de quoy, et pour le bien utilité de la chose publique de la dite ville et des habitans des lieux circonvoisins, seroit besoing y avoir quatre foires l'an et ung marché chaque semaine…
Nous inclinans libéralement à la supplicacion et requeste des habitans, créons, ordonnons et establissons les quatre foires l'an et ung marché chacune semaine aux jours et à la manière qui s'esnsuit :  C'est assavoir – La 1re desdites foires le XIIIe jour de mars. –la seconde, le Ve  jour de juillet. –La 3e, le XIIIe jour d'octobre et la 4e, le XIe jour de décembre. Et le marché aux jours de vendredy chacune semaine, pour icelles foires et marchés estre dorénavant et ce tousiours, perpétuellement tenus et entretenus et que iceulx jours de foires et jours de marché on puisse vendre, acheter et marchander toutes sortes de marchandises licites et honnestes, et que les dits habitans, ensembles les dits marchans et aultres fréquentans les dites foires et marchés puissent joyr de telz et semblables privilèges, franchises et libertez qui joissent et ont  accoutumé joyr ceulx des aultres foires et marchés des villes et villaiges d'environ, pourveu que à quatre lieues à la ronde de la dite ville de Bernaville n'y ait aux dits jours aucune foire et marché »

### Époque contemporaine

#### L'industrie de la nacre
L'année 1817, pour le village est une année de misère, des souscriptions sont étendues afin de venir en aide aux ouvriers.
En 1874, la famille Petit d'abord établie à Méru (Oise) où elle travaillait la nacre depuis Colbert, s'installe à Bernaville ; elle y installe un atelier de fabrication de boutons de nacre. Cette entreprise emploie en 1906, 25 ouvriers boutonnier et 41 en 1911). La nacre provenait de coquillages  de l'hémisphère Sud et la découpe se faisait avec des machines à l'emporte-pièce. L'entreprise fonctionne toujours de nos jours. Seulement la nacre a été remplacée par d'autres matériaux adaptés à la demande actuelle.

#### Seconde Guerre mondiale
En septembre 1944, l'occupant allemand arrête six résistants locaux, les torture et les fusille à Abbeville.

#### Fin duXXesiècle
En 1985, la commune de Vacquerie fusionne avec Bernaville. Auparavant, Vacquerie avait ses propres registres paroissiaux et d'état civil.
Dans les années 1975, on comptait environ une vingtaine d'exploitations agricoles pour la plupart de petite taille ; au début du XXIe siècle, on n'en dénombre plus que sept.
Les habitants de la commune ont, tout au long des siècles, cultivé cette terre arable ayant pour souche une bonne couche d'argile ou de terre glaise qui retient bien l'humidité tant nécessaire aux cultures, avec amour et acharnement, leurs lopins de terre… en tant que laboureurs, manouvriers, journaliers, etc.

## Politique et administration

### Rattachements administratifs et électoraux
La commune se trouve depuis 1926 dans l'arrondissement d'Amiens du département de la Somme (département). Pour l'élection des députés, elle fait partie depuis 1958 de la quatrième circonscription de la Somme.
Elle était depuis 1793 le chef-lieu du canton de Bernaville. Dans le cadre du redécoupage cantonal de 2014 en France, la commune fait désormais partie du canton de Doullens.

### Intercommunalité
La commune était le siège du SIVOM du Bernavillois, qui a été transformé en communauté de communes par un arrêté préfectoral du 28 décembre 1999 sous le nom de communauté de communes du Bernavillois.
Dans le cadre des dispositions de la loi portant nouvelle organisation territoriale de la République du 7 août 2015, qui prévoit que les établissements publics de coopération intercommunale (EPCI) à fiscalité propre doivent avoir un minimum de 15 000 habitants, la préfète de la Somme propose en octobre 2015 un projet de nouveau schéma départemental de coopération intercommunale (SDCI) qui prévoit la réduction de 28 à 16 du nombre des intercommunalités à fiscalité propre du Département.
Ce projet prévoyait la « fusion des communautés de communes du Bernavillois, du Doullennais et de Bocage Hallue », le nouvel ensemble de 34 661 habitants regroupant 70 communes. À la suite de l'avis favorable du Doullennais, du Bernavillois, de l'avis défavorable de Bocage-Hallue (dont une partie des communes souhaitait rejoindre la communauté d'agglomération Amiens Métropole), puis de l'avis favorable de la commission départementale de coopération intercommunale en mars 2016,.
Cette fusion intervient le 1er janvier 2017, créant la communauté de communes du Territoire Nord Picardie dont la commune est désormais membre.

### Liste des maires
| Période                                  | Période                   | Identité                   | Étiquette      | Qualité |
| ---------------------------------------- | ------------------------- | -------------------------- | -------------- | --- |
| 1817                                     | 1848                      | Jacques Antoine Lefebvre   |                | Notaire Conseiller d'arrondissement de Bernaville (avril → juin 1815) Conseiller général de Bernaville (1833 → 1842) |
| Les données manquantes sont à compléter. |                           |                            |                | |
| 1870                                     | 1873                      | Philogène Gaillet-Horville |                | |
| Les données manquantes sont à compléter. |                           |                            |                | |
| 1929                                     | 1940                      | Édouard Brandicourt        |                | |
| 1940                                     | 1944                      | Rémy Patte                 |                | |
| 1944                                     | 1983                      | Maurice Crépin             | SFIO puis MDSF | Conseiller général de Bernaville (1951 → 1976) |
| 1983                                     | 1995                      | Jacques Patte              |                | |
| 1995                                     | 2001                      | Étienne Cailleux           |                | |
| mars 2001                                | mai 2015                  | Laurent Somon,             | UMP → LR       | Vétérinaire Conseiller général de Bernaville (2001 → 2015) Conseiller départemental de Doullens (2015 → ) Président du conseil départemental de la Somme (2015 → 2020) Président de la CC du Territoire Nord Picardie (2008 → 2020) Démissionnaire à la suite de son élection comme président du Conseil départemental. |
| mai 2015                                 | mai 2020                  | Gérard de Saint-Riquier    |                | Retraité de la fonction publique |
| mai 2020                                 | En cours (au 30 mai 2020) | Christelle Leclercq        |                | |

## Population et société

### Démographie
L'évolution du nombre d'habitants est connue à travers les recensements de la population effectués dans la commune depuis 1793. Pour les communes de moins de 10 000 habitants, une enquête de recensement portant sur toute la population est réalisée tous les cinq ans, les populations de référence des années intermédiaires étant quant à elles estimées par interpolation ou extrapolation. Pour la commune, le premier recensement exhaustif entrant dans le cadre du nouveau dispositif a été réalisé en 2006.

En 2022, la commune comptait 1 047 habitants, en évolution de −3,32 % par rapport à 2016 (Somme : −1,26 %, France hors Mayotte : +2,11 %).
| 1793 | 1800 | 1806 | 1821  | 1831  | 1836  | 1841  | 1846  | 1851  |
| ---- | ---- | ---- | ----- | ----- | ----- | ----- | ----- | ----- |
| 947  | 984  | 837  | 1 060 | 1 066 | 1 102 | 1 085 | 1 208 | 1 127 |

| 1856  | 1861  | 1866  | 1872  | 1876  | 1881 | 1886 | 1891 | 1896 |
| ----- | ----- | ----- | ----- | ----- | ---- | ---- | ---- | ---- |
| 1 109 | 1 115 | 1 109 | 1 011 | 1 000 | 962  | 905  | 878  | 913  |

| 1901 | 1906 | 1911 | 1921 | 1926 | 1931 | 1936 | 1946 | 1954 |
| ---- | ---- | ---- | ---- | ---- | ---- | ---- | ---- | ---- |
| 864  | 851  | 849  | 759  | 720  | 734  | 743  | 732  | 754  |

| 1962 | 1968 | 1975 | 1982 | 1990 | 1999 | 2006 | 2011  | 2016  |
| ---- | ---- | ---- | ---- | ---- | ---- | ---- | ----- | ----- |
| 799  | 794  | 880  | 853  | 910  | 996  | 981  | 1 105 | 1 083 |

| 2021  | 2022  | - | - | - | - | - | - | - |
| ----- | ----- | - | - | - | - | - | - | - |
| 1 051 | 1 047 | - | - | - | - | - | - | - |

Bernaville est la 8 949e ville[Quand ?] au classement des communes de France ayant le plus d'habitants[réf. nécessaire].

### Enseignement
L'école primaire publique, rue de Ribeaucourt, regroupe la maternelle et l'élémentaire. Elle compte 151 élèves à la rentrée 2018 et se situe dans l'académie d'Amiens, en zone B pour les vacances scolaires. Un service de restauration a été mis en place.

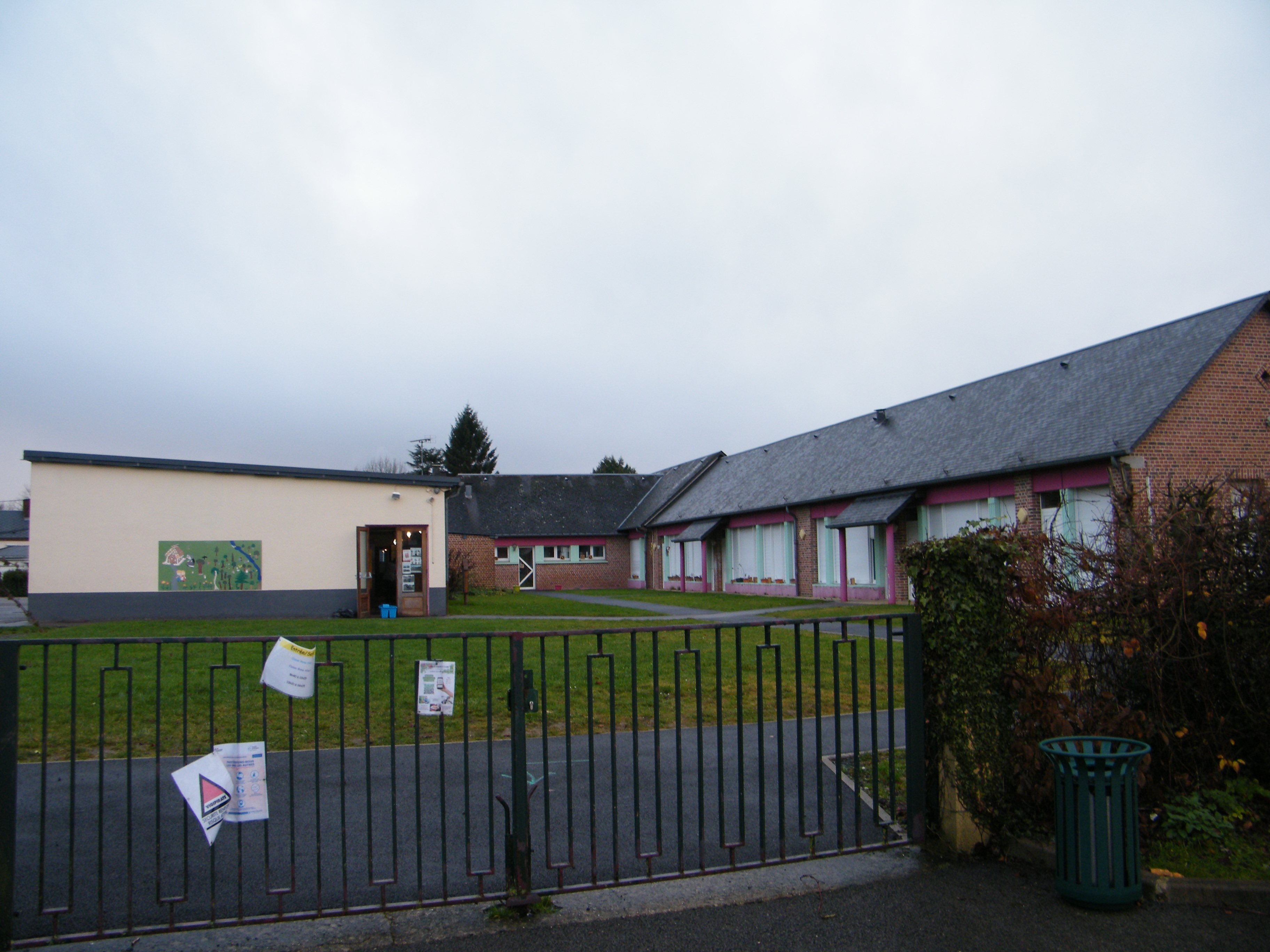
L'école.

Le collège de Bernaville se nomme le collège du Bois l'eau et se trouve rue de Ribeaucourt. Il fait partie de  l'académie d'Amiens.

## Économie

### Emploi
En 2019, la SFG, Société Française de Gavanoplastie emploie 90 salariés.

## Culture locale et patrimoine

### Lieux et monuments

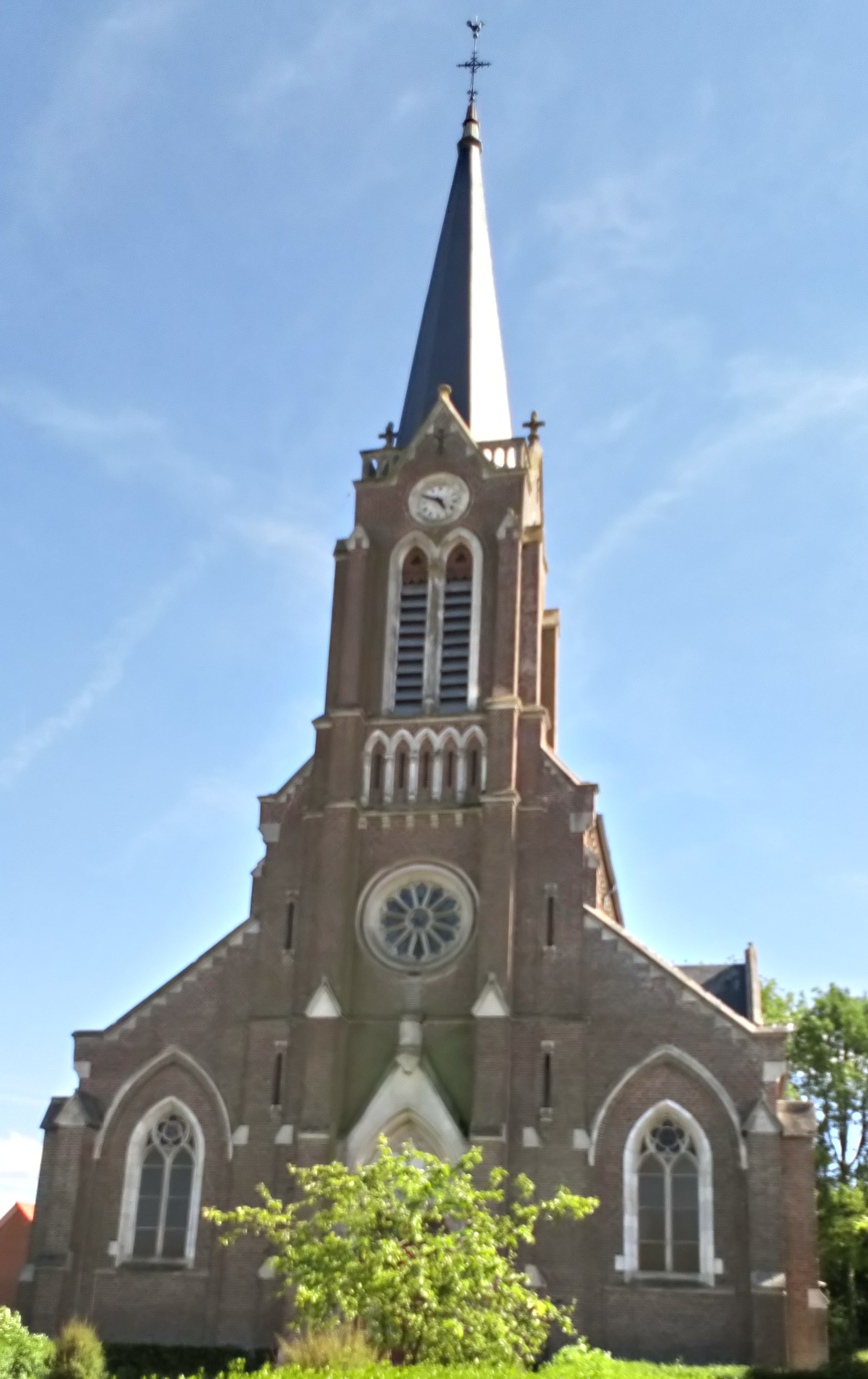
L'église de la Trinité.
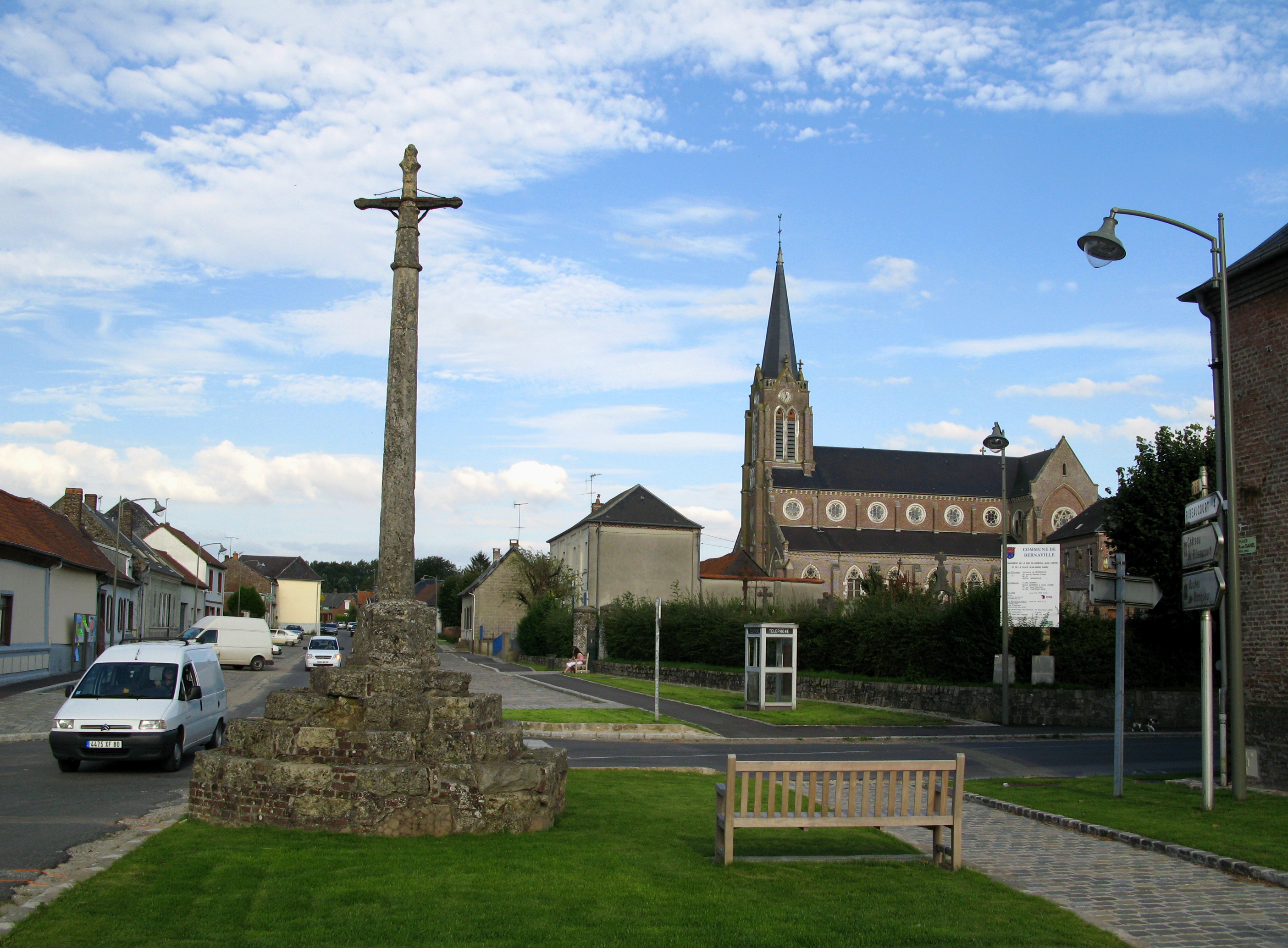
La croix de pierre de Bernaville.
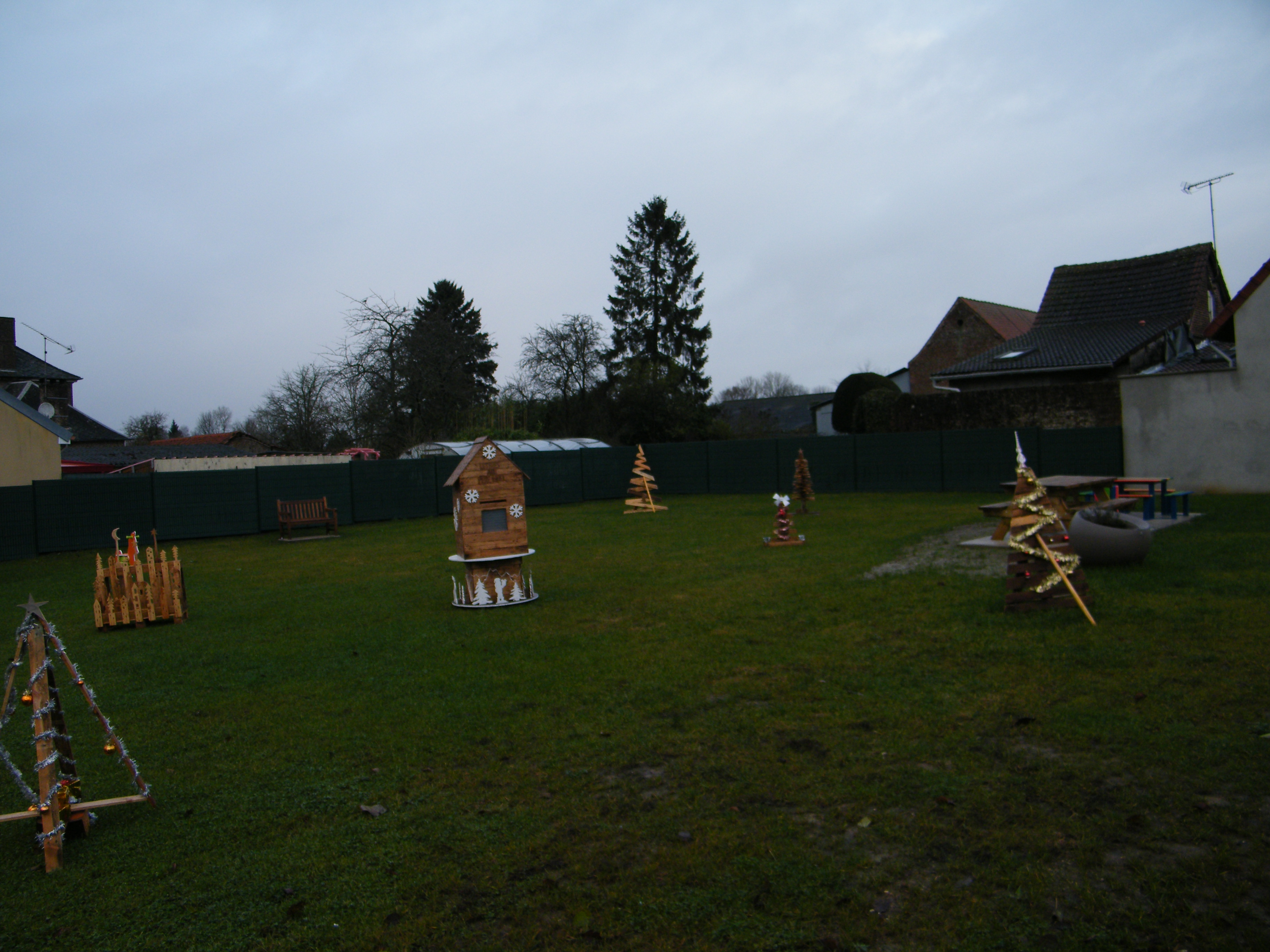
Le parc de jeux.
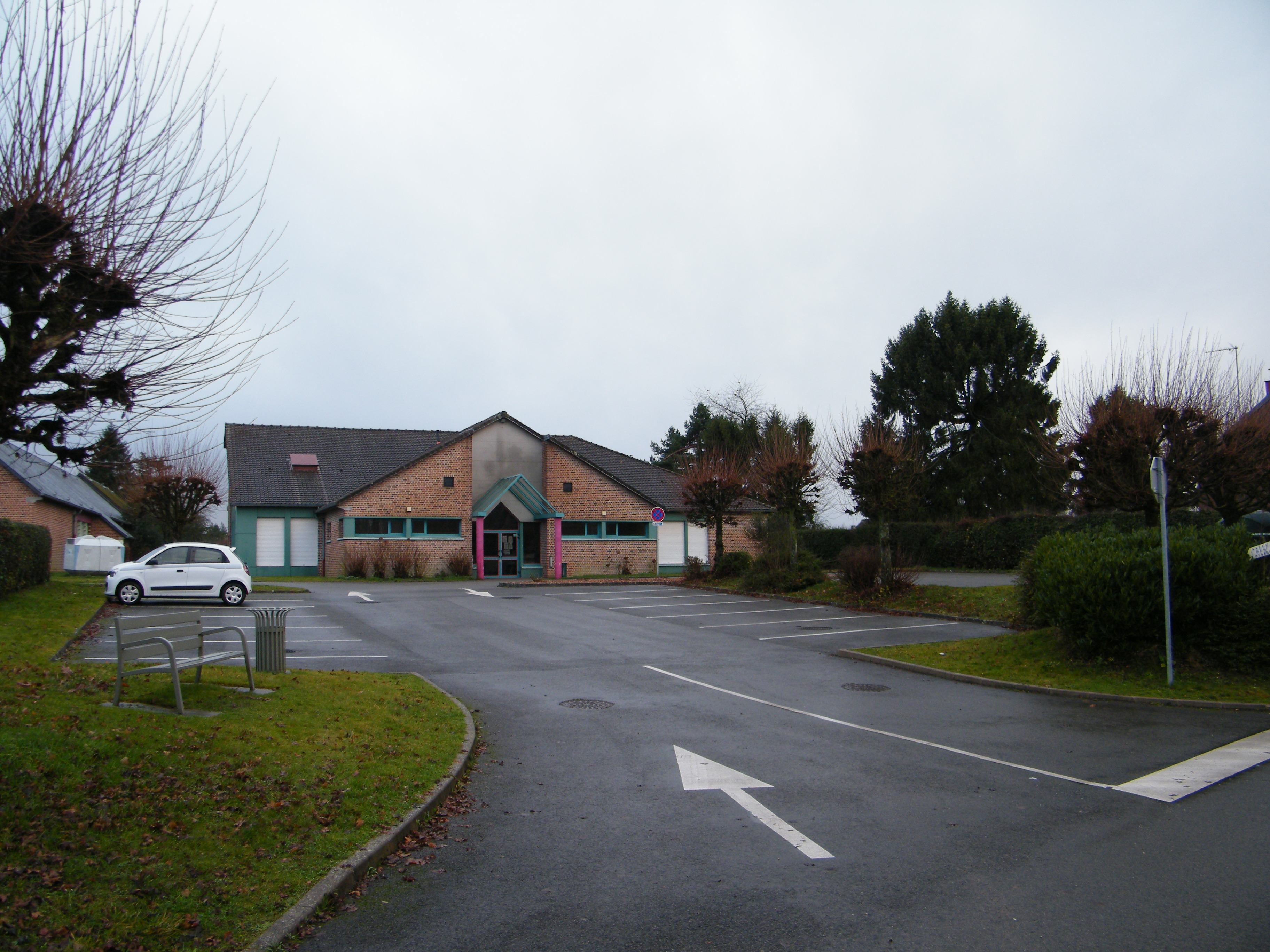
Le centre de loisirs.
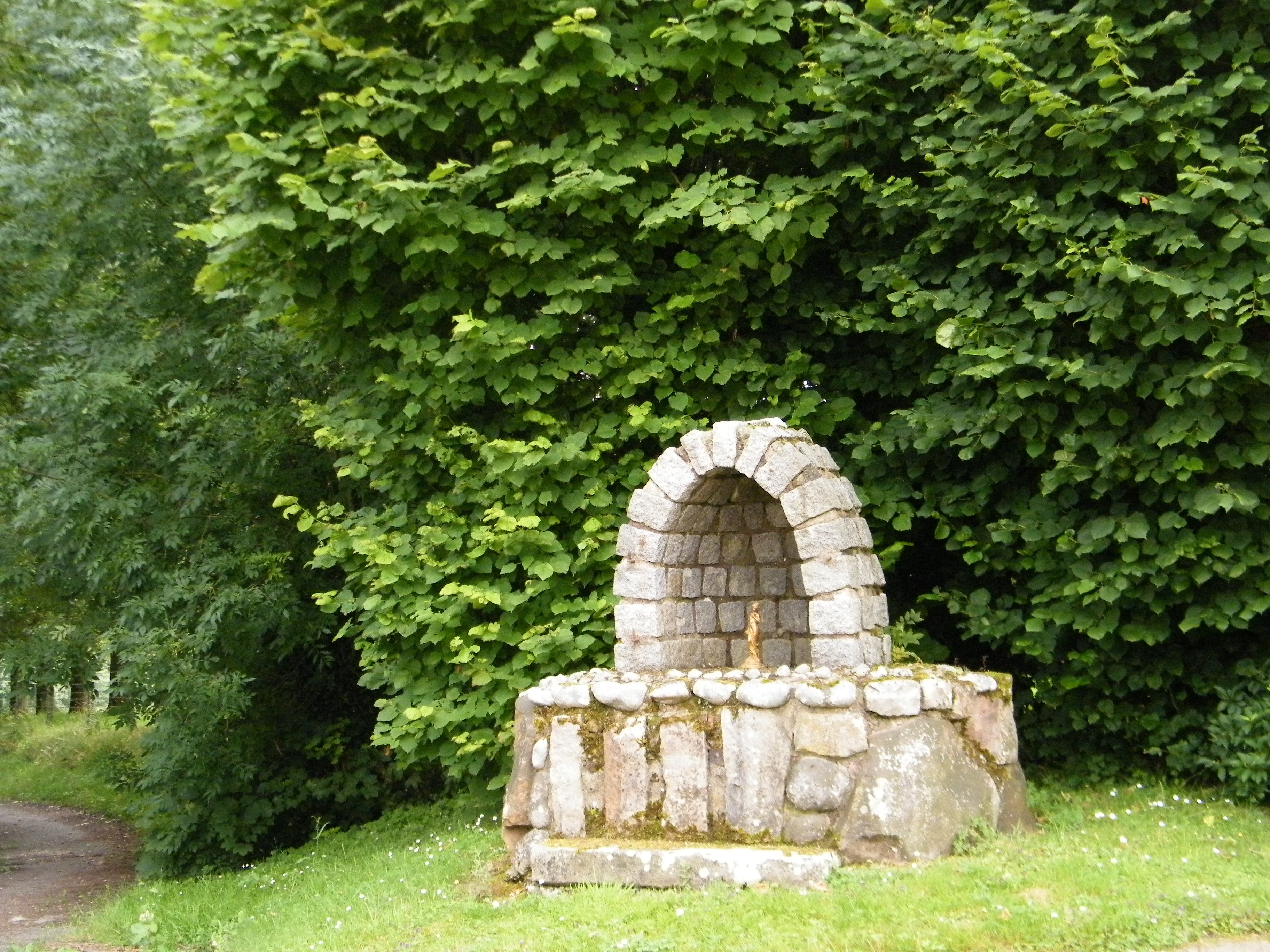
Oratoire vers Vacquerie.

- Église de la Sainte-Trinité, du XIXe siècle.
- La croix « gauloise » située au centre du village servait de rond-point à la circulation jusque vers 2005. L'aménagement des chaussées et des trottoirs permet désormais de mieux la protéger des dangers que peuvent représenter pour elle les véhicules. Cette croix, d'après J.-P. Michilsen, devait faire office de croix de marché.
- À proximité de Bernaville, à côté de la chapelle de Cottenvillers, on remarque un petit monticule boisé. Ce « tumulus » ou « motte » de Bernaville a-t-il joué un rôle d'oratoire au carrefour de ces bois ? Les travaux sur le sujet sont assez imprécis. Les uns disent aujourd'hui que des fouilles n'ont jamais rien donné ; ce que démentent deux documents, dont l'un de 1852 qui affirme que des armes, des urnes et des ossements y ont été découverts, leur origine serait celtique. Mais rien ne permet de conclure que l'utilisation originelle de la « motte » était funéraire, comme c'est souvent le cas avec les dolmens.
- La chapelle Notre-Dame-de-Cottenvillers. Placée sous les protections de la Vierge et saint Maur. L'édifice témoigne de la présence d'un prieuré du XIIe siècle, lié à l'abbaye de Saint-Germer, abandonné avant la Révolution[22],[42].
- Chapelle Notre-Dame-de-Grâce, route nationale[22].
- Chapelle Notre-Dame-de-Bon-Secours, au milieu du village, sur la route du Meillard[22].
- Oratoire de 1989, près de la résidence de la Chapelle. La chapelle Notre-Dame-de-la-Bonne-Mort a été détruite en 1970 pour redresser un virage[22].
- Oratoire à Vacquerie, de 1965. Édifié en mémoire d'un jeune de 18 ans, victime d'un accident de circulation[22].

### Héraldique
|  | Ces armoiries ont été adoptées par la commune le 7 juillet 1970. Le chef rappelle l'appartenance de Bernaville à l'ancien comté de Ponthieu. Les coquillages symbolisent l'industrie du bouton de nacre, apportée de Méru (Oise) en 1874 qui fit, jadis, la prospérité de la commune. Blasonnement : - D'azur à trois coquillages d'argent ; au chef d'azur chargé de trois bandes d'or et à la bordure de gueules. Ornements extérieurs : - Croix de guerre 1939-1945 avec étoile de bronze. Citation à l'ordre du régiment du 11 novembre 1948 : « bourg dont l'attitude a été très courageuse au cours de la guerre 1939-1945, a payé un très lourd tribut à la Libération du territoire par le sacrifice de six de ses enfants torturés et fusillés. ». |

### Personnalités liées à la commune
- Jean Crépin (1er septembre 1908 - 4 mai 1996), général d'armée français, compagnon de la Libération, grand-croix de la Légion d'honneur, y est né.
- Geneviève Joy (1919 - 2009), pianiste, qui s'est particulièrement consacrée à défendre la musique du XXe siècle et a joué en première audition les concertos pour piano de Jean Rivier, Marius Constant, Henry Barraud et Alan Rawsthorne, ainsi que des œuvres de Dutilleux, son époux (Sonate pour piano, 1948), Louis Saguer ou Pierre Petit, notamment[45].
 Le 24 mars 2012, la grande salle de la salle des Loisirs de Bernaville a été nommée « Salle de Geneviève-Joy », en présence d'Henri Dutilleux[46].
- Gilbert Mathon (né en 1941 à Vitry-en-Artois), homme politique français. Conseiller municipal de Bernaville de 1977 à 1983 puis d'Abbeville de 1983 à 2007 (premier adjoint de 1989 à 1995), conseiller général d'Abbeville-Nord de 1998 à 2015 et député de la Somme de 2007 à 2012.

## Pour approfondir